# Anolis neblininus
Anolis neblininus är en ödleart som beskrevs av  Myers WILLIAMS och MCDIARMID 1993. Anolis neblininus ingår i släktet anolisar, och familjen Polychrotidae. Inga underarter finns listade i Catalogue of Life.